# Cuerno (aerófono)

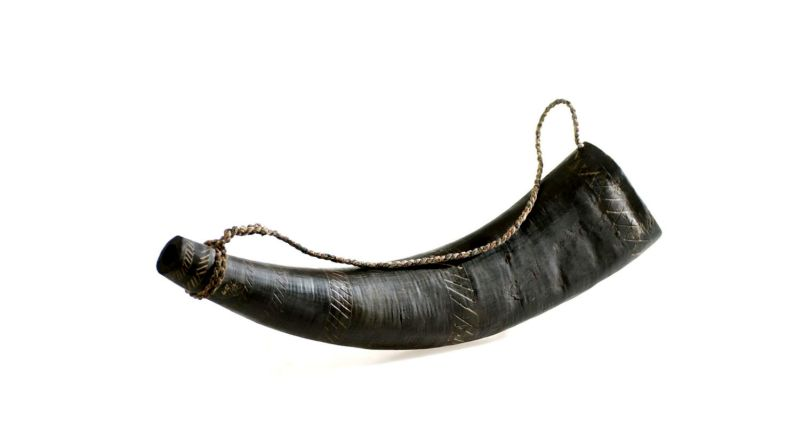
Cuerno de señal holandés

El cuerno es uno de los más simples y antiguos tipos de aerófonos. Consiste en un cuerno de animal hueco, en el cual su punta es perforada para adaptarla como boquilla. En la mayoría de los casos, los labios son aplicados directamente a la punta; algunas veces, el cuerno tiene una boquilla adaptable. Toros, carneros, cabros y antílopes están entre los animales cuyos cuernos se usaban frecuentemente para fines de llamada, comunicación, rituales o guerra, por su sonido estridente. Posteriormente se utilizaron para su fabricación materiales como barro, madera y metal.

## Ejemplos de cuernos

### África
- el eng’ombe de Uganda

### América
- el Berrante de Brasil
- el erkencho de Argentina, Chile y Bolivia
- el Kull Kull mapuche de Chile y Argentina
- el waqrapuku de Perú

### Asia
- el rwa-dun del Tíbet
- el si sumerio
- el shringa de la India
- el shofar hebreo

### Europa
- la alboka de uso reducido al País Vasco
- el āžrag de Letonia
- el bukkehorn noruego
- el cornu etrusco-romano
- el gemscorno de Europa central
- el keras griego
- la gaita gastoreña de Andalucía
- el silbu sobanu de Cantabria

## Galería

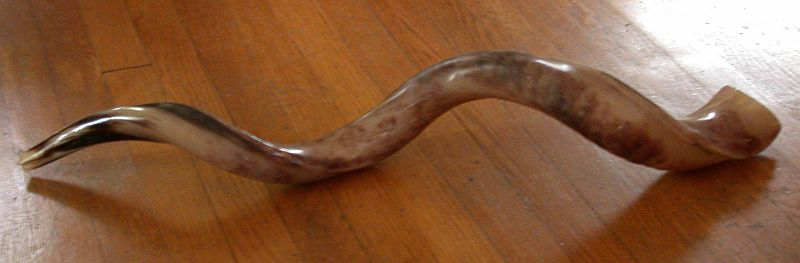
Shofar
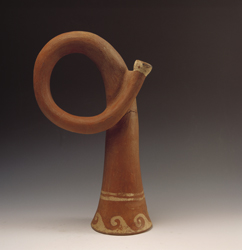
Aerófono de Perú. 300 d.C.
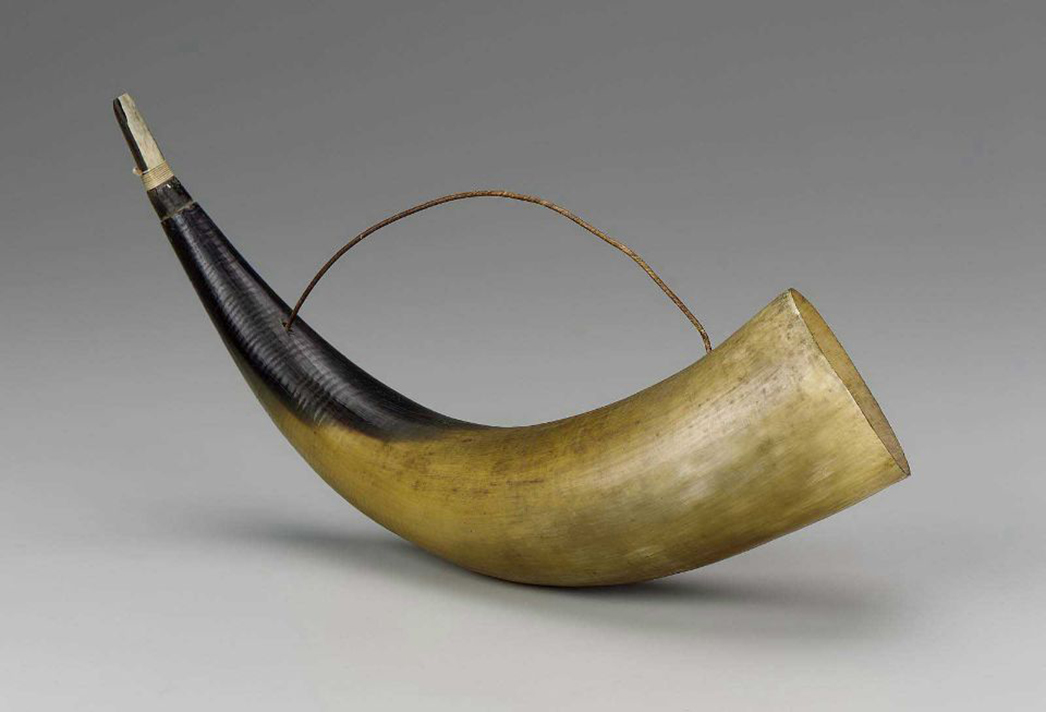
Erkencho
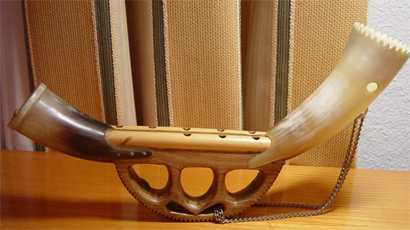
Alboka tradicional vasca
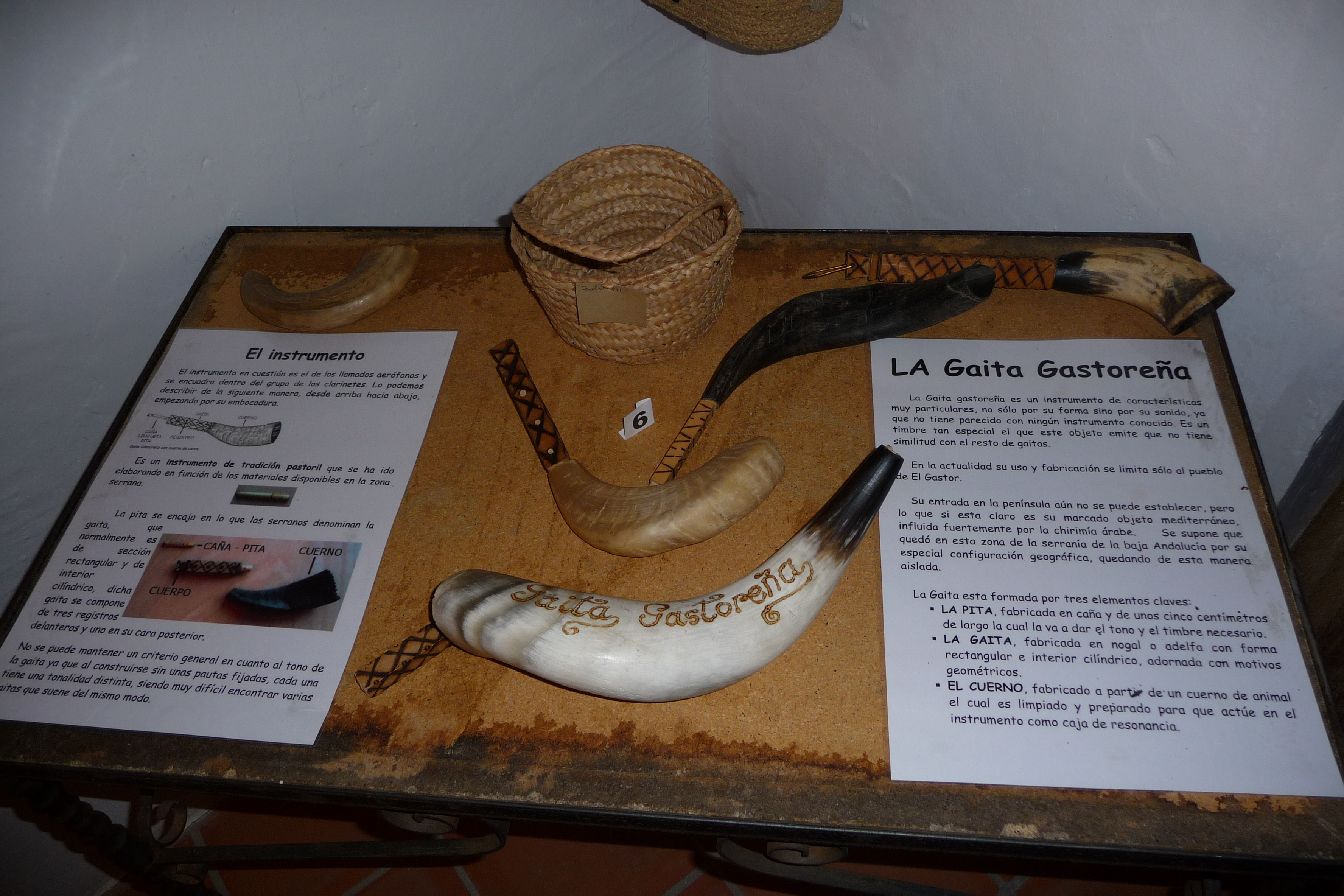
Gaitas Gastoreñas